# Пограничная охрана Финляндии
Пограничная служба Финляндии (фин. Rajavartiolaitos, швед. Gränsbevakningsväsendet) — государственная служба Финляндии, ответственная за охрану внешних границ. Это военная организация, подчинённая министру внутренних дел Финляндии и Президенту Финляндской Республики.
Штат структуры насчитывает 3600 человек, что включает в себя 500 призывников, которые не используются для охраны границы в мирное время. При мобилизации Пограничная служба Финляндии становится частично или полностью инкорпорированной в Вооружённые силы Финляндии, и усиливается за счет резервистов, которые ранее служили срочную службу в Пограничной охране.
26 мая 2014 года пограничная охрана открыла русскую версию своего официального сайта (raja.fi/ru).

## Обязанности и юрисдикция
Основными обязанностями пограничной службы Финляндии являются:
- Охрана наземных границ и территориальных вод Финляндии.
- Паспортный контроль в пунктах пропуска на сухопутной границе, в портах и аэропортах.
- Спасательные операции (в основном на море, а также в отдаленных районах Лапландии).
- Расследование преступлений, связанных с государственной границей.
- Таможенный контроль в малых пунктах пропуска, где таможня отсутствует.
- Тренировка призывников для военного времени.
- Во время войны: операции глубинной разведки и десантно-диверсионные операции в тылу противника.

Выполняя свои функции, пограничная служба наделена полицейскими властными полномочиями при проведении операций. Она имеет право, например, задерживать и арестовывать людей и проводить обыски в квартирах и домах подозреваемых, то есть те же права как и полиция при расследовании преступлений. Однако правом на арест обладают только высшие офицеры — от начальника погранотряда (border control detachment) и заместителя начальника подразделения выше по статусу, чем погранотряд. Пограничная служба не должна использоваться как полицейское подразделение в нормальных условиях, однако в исключительных ситуациях мобильные группы пограничников могут использоваться для поддержки полицейских операций. В недавнем прошлом было несколько примеров, когда пограничники привлекались для усиления полиции при контроле и подавлении массовых выступлений, когда они останавливали эскалацию насилия. Пограничная служба также обладает властью выпускать приказы, обязательные к исполнению местным населением, например закрыть на время учений или военных упражнений определённый район Финляндии. Таким правом наделен любой офицер званием не ниже, чем капитан.
Пограничная служба Финляндии управляет режимом финской погранзоны (только на границе с Россией, в том числе морской), которая по финскому закону может быть шириной до 3 км по суше и 4 км по морю и оформляет в разрешительном порядке пропуска на доступ в эту погранзону.

## Организация
Пограничная служба Финляндии организационно состоит из штаб-квартиры, двух пограничных и морских патрульных школ, а также семи территориальных подразделений:
- Пограничный округ Лапландия
- Пограничный округ Каинуу (расформирован в 2007 г.)
- Пограничный округ Северная Карелия
- Пограничный округ Юго-восточная Финляндия
- Морской округ Финский Залив
- Морской округ Западная Финляндия
- Отряд воздушного патрулирования

Территориальные подразделения работают в тесном контакте с другими властными органами губерний дисклокации — таможней, полицией, прокуратурой. Каждое территориальное подразделение разбивается дополнительно на единицы патрулирования: линейные патрульные участки вдоль сухопутной границы и морские патрульные районы.

### Звания
- Nuorempi rajavartija — Молодой пограничник
- Vanhempi rajavartija — Старший пограничник
- Ylirajavartija — Пограничник старшина
- Rajavartiomestari — Сержант-майор пограничник

## Снаряжение и вооружение
Пограничной службе принадлежит:
- 7 пограничных патрульных катеров (5 в Западной Финляндии, 2 в Финском заливе), снаряженных противолодочными системами
- 7 кораблей на воздушной подушке (5 в Западной Финляндии, 2 в Финском заливе)
- 81 малый патрульный катер (56 в Западной Финляндии, 25 в Финском заливе), 13 патрульных катеров Watercat 1300 (класс «PV 06 E») уже заказаны дополнительно и будут поставлены на вооружение в 2009—2011. Возможно, будут заказаны ещё 8 катеров этого типа.[2]
- Гидроциклы:
- Yamaha (Япония)
- Bombardier (Канада)

Их количество полностью неизвестно.
Личное оружие персонала:

- автомат RK 95 TP[англ.], финская копия «Польского варианта Калашникова»
- Heckler & Koch G36, штурмовая винтовка немецкого производства
- Glock, пистолет австрийского производства

### Авиация
Пограничная служба имеет на вооружении 11 вертолётов и 2 самолёта.
| Самолёт/Вертолет      | Тип                        | Версия          | В строю                  | Примечание                                            |
| --------------------- | -------------------------- | --------------- | ------------------------ | ----------------------------------------------------- |
| Bell 206              | вертолет общего назначения | AB 206B         | 3                        | производство компании Agusta                          |
| AgustaWestland AW119  | вертолёт общего назначения | AW119Ke         | 3 заказано (+1 возможен) | будут построены в компании Agusta и поставлены в 2010 |
| Bell 412              | транспортный вертолёт      | AB 412 AB 412EP | 4 1                      | производство компании Agusta                          |
| Eurocopter Super Puma | транспортный вертолёт      | AS 332L-1       | 3                        | производство компании Eurocopter                      |
| Dornier Do 228        | морской патрульный самолёт | Do 228—212      | 2                        |                                                       |

## История
После окончания гражданской войны в Финляндии в 1919 году, контроль над государственной границей в Финляндии был передан войсковым подразделениям под руководством министра внутренних дел.
С 1919 по 1945 года пограничной службой Финляндии охранялась только финляндско-советская граница, а шведская и норвежская — имели только таможенный контроль в пунктах пропуска, и не охранялись по периметру.
В 1929 году была основана береговая охрана как самостоятельное подразделение для предотвращения попадания контрабандного алкоголя на территорию страны во время действия «сухого закона» в Финляндии — с 1919 до 1932.
Во время Зимней войны было сформировано 9 рот пограничной охраны (Rajakomppania) на Карельском перешейке. К северу от Ладоги из солдат пограничной охраны были сформированы 6 сводных батальонов (Erillinen pataljoona). Далее на север в Петсамо оборону держал 10ый сводный батальон (10. Erillinen komppania). После войны Маннергейм присвоил всем пограничникам титул Rajajääkäri, то есть пограничные егеря.
Во время войны-продолжения роты и батальоны пограничников были переформированы в 8 батальонов пограничных егерей, так наз. (Rajajääkäripataljoona), а затем, после Лапландской войны в бригаду пограничных егерей (Rajajääkäriprikaati).
После Второй мировой войны пограничная охрана находилась на всех внешних границах Финляндии. Однако финское правительство не могло в достаточной степени финансировать пограничные органы, поскольку страна была вынуждена выплачивать контрибуцию, и служба в них была малопривлекательной.
В 1950-е годы береговая охрана была объединена с пограничной. С тех пор пограничная охрана получила позитивный общественный образ. Она знаменита рядом успешных операций по поимке нелегальных иммигрантов, бегущих из СССР, где проявились её уникальные боевые свойства и способность её сотрудников сутками нести службу в тяжелых условиях тайги на границе с СССР, где возможно только пешее патрулирование десятков километров пограничного периметра.
Однако к 1960-м годам ситуация изменилась, финансирование значительно выросло, береговая охрана, входящая в пограничную охрану, получила новые боевые корабли, денежное довольствие пограничников также весьма укрепилось. В результате служба в пограничной охране стала привлекательной, особенно в отдалённых районах, например, в Лапландии, где уже несколько десятилетий имеется большой конкурс.
В 1990-е годы охрана границы с Россией стала сокращаться, было сокращено до 100 количество маршрутов патрулирования вдоль 1267-километровой границы. В эти же годы береговая охрана стала выполнять функции морских спасателей, за что получила дополнительное финансирование.

## Текущая активность
В Лапландии пограничная охрана является единственным властным органом на огромных пространствах. В этом смысле она схожа с канадской Королевской конной полицией.
Пограничная охрана Финляндии патрулирует границу с Россией длиной в 1267 км и является важным звеном в охране внешних границ Евросоюза и Шенгенского пространства.
Каждый пограничный округ тренирует небольшое число призывников для так называемых Sissi — группы глубинной разведки и партизан, действующих в тылу противника. Призывники попадают в пограничную охрану, как правило, добровольно, и, преимущественно, выбираются из жителей приграничных районов. Во время тренировок они не занимаются повседневной пограничной службой. Соперничество между Sissi, которых готовит пограничная охрана и Sissi, которых готовит регулярная финская армия, всегда поддерживается на высоком уровне.
Трудоустройство в пограничной охране всегда желательно, особенно в Восточной и Северной Финляндии, где имеется хроническая безработица. Обычно на 1 вакансию в пограничной службе заявляется до 50 соискателей.